# Tococa subciliata
Tococa subciliata är en tvåhjärtbladig växtart som först beskrevs av Dc., och fick sitt nu gällande namn av José Jéronimo Triana. Tococa subciliata ingår i släktet Tococa och familjen Melastomataceae. Inga underarter finns listade i Catalogue of Life.